# Raza de traidores
Raza de traidores es el álbum debut de la banda argentina de thrash metal Nepal, publicado en 1993 por Metal Command y reeditado en 1996 por Nems.

## Historia
En enero de 1992 Dario Galvan se une a la banda, y comienzan a componer nuevo material para un álbum. En noviembre de 1993, lanzaron su álbum debut "Raza de Traidores" en "Metal Records Comandos" en formato de casete. Fue grabado y mezclado entre mayo y agosto en "TMA La Escuelita" estudios. Ellos tocaron en un concierto de lanzamiento del álbum en Buenos Aires y telonearon a la banda alemana Kreator. Umbral Records lanzó una recopilación de heavy metal argentino incluyendo la canción de Nepal "Represor".

## Lista de canciones
1. "Falsos Profetas (A Esos)" - 05:58
2. "Raza De Traidores" - 05:47
3. "Devorando Al Tiempo" - 04:10
4. "Justicia Maldita" - 05:19
5. "Represor" - 05:34
6. "La Señal Del Metal" - 06:00
7. "Aquellos Bastardos" - 05:11
8. "Te Destruiré" - 03:38